# Pokonji Dol
Pokonji Dol ist eine kleine Insel an der kroatischen Adriaküste. Verwaltungsmäßig gehört die Insel wie ihre Nachbarinseln zur Gespanschaft Split-Dalmatien sowie zum Stadtgebiet der Stadt Hvar. Sie liegt 500 Meter südlich der viel größeren Insel Hvar. Sie gehört zum Paklinski-Archipel und ist die östlichste Insel dieser Gruppe, 1100 Meter östlich der Insel Jerolim. Die Insel misst 160 Meter von Nord nach Süd und ist maximal 130 Meter breit. Ihre Flächenausdehnung beträgt 16.697 Quadratmeter, bei einem Umfang (Küstenlänge) von 470 Metern.
Der Leuchtturm im  Zentrum der Insel  wurde 1872 errichtet.